# ديوان خانا (قصر شيروان شاه)
ديوان خانا، هو جناح دائري بني على قبة مرتفعة في الشمال الغربي من قصر الشيروان شاه . في القرن الخامس عشر، تم بناء الشيروان شاه بأمر من فاروق ياشار . تصف العديد من القصص عمل الديوان. يُعتقد أنه كان بمثابة محكمة أو قاعة استقبال أو مجلس حكومي أو قبر.
السمات الأسلوبية وأعمال التطريز غير المكتملة تسمح للديوان خانا بالانتهاء في نهاية القرن الخامس عشر عندما استولت الجيوش الصفوية على باكو. ويرتبط أصل الهيكل المعماري الأصلي للمبنى بمراسم الجنازة قبل الإسلام.

## التاريخ
في دراسات ليونارد بريتانيسكي وسارة أشوربيلي، تم بناء الديوان خانا في القرن الخامس عشر بأمر من شيروان شاه فاروخ ياشار.
ربما كانت أحد فتحات الأبواب في جناح المقهى مكسور وترك مكتوبًا عليه باللغة العربية غير المقروءة. يزعم سيسويف أنه قرأ اسم خليل الله والهجري 832 (1428-1429 م)، لكن تقول آشوربيلي إنه من المستحيل التحقق من ذلك. قد تكون الكافيتريا نصبًا تذكاريًا. لاحظت آشوربيلي أن هذا المبنى ربما كان قبرًا ووفقًا للمصادر، فقد دفن هناك بقايا العجل الذهبي من قبل خليل الله.
وبحسب افتراض آخر فإن المبنى بناه ياسر كقبر، لكنه لم يدفن فيه لأنه دفن على يد الدرك بعد هزيمته في كابان عام 1500.
وبحسب معلومات أخرى، كان الديوان هو المكان الذي تقام فيه الاستقبالات الرسمية وجلسات مجلس الدولة. وكانت هذه الجلسات تعقد مباشرة في القاعة المثمنة ذات السجاد المصنوع من الخيزران والمزينة بمشاركة الملك ومسؤوليه. وموقع هذا المكان هو المكان الذي تجري فيه المشاورات. وتعكس القاعة صورة التاج، التي تعد رمزاً للدولة، بزخرفة منحوتة غنية على الواجهة الغربية.
الاسم الحالي للديوان هو أساس النظرية الأكثر انتشارًا، والتي تقول إنه كان غرفة استقبال. يرجع تاريخ الديوان إلى نهاية القرن الخامس عشر عندما استولت الجيوش الصفوية على باكو. تُظهر الخطة الكتابية ومحتوى النقش على الطابق الأرضي ومدخل القاعة (القرآن، الآيات 10 و26 و27) أنه مكان تذكاري.
يرتبط البناء المعماري الأصلي بعادات الدفن الإسلامية. وتعتقد المؤرخة سارة أشوربيلي أن الموقع كان قبل العصر الإسلامي مكانًا مقدسًا. وافترضت أن الحفر كانت تستخدم لتخزين دماء الحيوانات الميتة.

## الطراز المعماري
ديوان خانا عبارة عن قبة ذات اثني عشر رأسًا ذات دوار مثمن الشكل، وتجمع بين نسر مفتوح ثماني الرؤوس. وتصطف على أعمدة الرواق تسعة أعمدة، كل منها على شكل منفصل ومقسم. وتشير المسارات الموجودة على الأعمدة إلى أنها مزينة بملابس فاخرة. ومداخل الديوان خانا من الفناء ومن الشارع.
المدخل الغربي مغطى بسطح أنيق، ويشكل وسط القاعة شكلاً رباعي الأضلاع مع سلم سفلي.
وتتجه القاعة ذات الثمانية طوابق نحو رواق مفتوح بخمسة جوانب من الخلفيات المشكلة على الأعمدة المظللة بترتيب معين. وتتميز أسطح الأروقة، إلى جانب الظلال، بملامح ناعمة تشكل الجدار البلاستيكي الخاص. وتخرج من القاعة قبة ذات محيط مزدوج تفيض بدرج محيطي. ويتزايد الظلام، تاركا وراءه السقف الأملس للمعرض المظلل.
تتحد الأعمدة في الجزء الخلفي من الروتوندا، على التوالي،
وقد تم التأكيد على خصوصية العمود بشكل خاص من خلال الشكل المعماري لكتلة رأسية واحدة. حيث تم بناء الجزء الداخلي من الروتوندا على شكل قوس انتقالي على شكل قبة مستعرضة بثمانية اتجاهات على شكل هوابط. وتكشف جميع الأجزاء الداخلية المرصوفة بالحجارة المتشابكة عن حجم النظام المعماري وحساسية المادة.
وفي الوسط ممر يشكل خطاً مستقيماً، وممر آخر هو مدخل المنحدرين الجنوبيين، ويضم الجزء الشرقي من الممر غرفة خدمات صغيرة، وتشغل خمس آبار في الفناء على أعماق مختلفة (من 3 إلى 15 متراً).
تقع على محيط الفناء المربع الشكل للسقف، مجموعة من الأروقة المفتوحة، في قاعة المؤتمرات، والتي تشبه الروتوندا. تقع قاعة المؤتمرات في مستوى أدنى من علامة الديوان، وهي تشكل خلفية فريدة من نوعها للجزء الصلب ذي الثمانية رؤوس في الروتوندا.

## الزخارف
تهيمن على الرواق الغربي بوابة ديناميكية. ويشمل غلافها نظامًا معقدًا متطورًا من الهوابط شبه المقوسة. وتغطي الطبول الموجودة على باب المدخل زخارف على سطح الحجر. إن شدة صورة البوابة أكثر وضوحًا من أناقة الزخرفة. وأشار ش. فاتولاييف فيكاروف إلى أن "هذه ليست الفلسفة المعمارية للفن الشرقي، والتي تنبع من عمق عمليات تطوير السرعات الكلاسيكية، ولكنها ليست تكوين البوابات في عمارة أبشيرون، والتي لا تتجاوز مستوى التميز". 